# قانون الأحكام العرفية في مصر
الحكم العسكري أو الحكم العرفي، هو النظام الذي يحكم الدولة إذا استلم العسكريون الحكم وأوقفوا العمل بالقوانين المدنية أو أخضعوها لسيطرتهم. وهو نظام استثنائي تلجأ إليه الدول في حالة الأزمات الطارئة واختلال الأمن وتقرر فيه حالة الطوارئ ومنع التجول حتى يزول الخطر عن البلاد وتمنح فيه السلطة التنفيذية سلطات واسعة حتى يعود الأمن والاستقرار للبلد وغالباً ما يقرر حاكم الدولة هذه الأحكام العرفية.
فيما يلي نص قانون الأحكام العرفية في مصر:

## المادة رقم 1
يجوز إعلان الأحكام العرفية كلما تعرض الأمن والنظام العام في الدولة أو في جهة منها للخطر، أو بسبب وقوع عدوان مسلح عليها أو خشية وقوعه وشيكاً، أو بسبب وقوع اضطرابات داخلية. كما يجوز إعلان الأأحكام العرفية لتأمين سلامة القوات المسلحة وضمان تموينها وحماية طرق مواصلاتها وغير ذلك بما يتعلق بتحركاتها وأعمالها العسكرية خارج الأراضي.

## المادة رقم 2
يكون إعلان الأحكام العرفية بمرسوم يتضمن ذكر ما يأتي:
1. الجهة التي تجري فيها الأحكام العرفية.
2. التاريخ الذي يبدأ فيه نفاذ هذه الأحكام.
3. اسم من يقلد السلطات الاستثنائية التي نص عليها في هذا القانون عسكرياً كان أم مدنياً.

كما يكون رفع الأحكام العرفية بمرسوم، وذلك بغير الإخلال بما هو وارد في المادة 69 من الدستور.

## المادة رقم 3
يجوز للسلطة القائمة على إجراء الأحكام العرفية أن تتخذ إما بإعلان أو بأوة امر كتابية أو شفوية كل أو بعض التدابير التالية:
1. سحب الرخص لإحراز السلاح وحمله والأمر بتسليم الأسلحة على اختلاف أنواعها والذخائر والمتفجرات والمفرقعات وضبطها أينما وجدت وإغلاق محال ومخازن الأسلحة.
2. الترخيص بتفتيش الأشخاص والأماكن والمساكن في أية ساعة من ساعات النهار أو الليل.
3. الأمر يفرض الرقابة على الصحف والمطبوعات الدورية قبل نشرها ، ووفق نشرها وتداولها . والأمر بمنع صدور أي جريدة أو مجلة ، وإغلاق أي مطبعة وضبط المطلوعات والنشرات والإعلانات والرسومات التي شأنها إثارة الخواطر أو الحض على الفتنة أو الإخلال بالنظام أو الأمن العام.
4. الأمر بفرض الرقابة على الرسائل والمراسلات البرقية والهاتفية.
5. تحديد موعد فتح وإغلاق المحلات العامة أو بعض أنواع منها وتعديل تلك المواعيد ، وإغلاق المحلات المذكورة كلاً أو بعضاً.
6. الأمر بإعادة الأشخاص المولودين أو المتوطنين في غير الجهة التي يقيمون فيها إلى مقر ولادتهم أو توطنهم إذا لم يوجد ما يبرر مقامهم في تلك الجهة، أو اشتراط أن يكون بيد كل منهم بطاقة إثبات شخصية (هوية) أو إذن خاص بالإقامة.
7. إبعاد غير المصريين من البلاد أو الأمر بحجزهم في مكان أمين إذا خشي من وجودهم على الأمن والنظام العام.
8. منع أي اجتماع عام وفضه بالقوة، وكذا وقف نشاط أي نادي أو جمعية وجماعة.
9. منع المرور في ساعات معينة من النهار أو الليل في كل الجهات التي أجريت فيها الأحكام العرفية أو في بعضها إلا بإذن خاص أو لضرورة عاجلة بشرط إثبات تلك الضرورة.
10. إخلاء بعض الجهات أو عزلها.
11. الاستيلاء المؤقت على وسائل النقل أو على منشأة أو مؤسسة عامة أو خاصة أو على أي محل أو أي عقار أو منقول. وذلك بغير إخلال بحقوق الملكية على هذه الوسائل والمنشآت والمحال والأموال، وبحق أصحابها في تعويض عادل.
12. تكليف القادرين من الأفراد بأداء أي عمل من الأعمال التي تقتضيها ضرورة قومية وذلك في نظير مقابل عادل.

ولمجلس الوزراء التضييق من دائرة الصلاحيات المتقدمة للسلطة القائمة على إجراء الأحكام العرفية، كما يجوز له أن يأذن باتخاذ أي تدبير تقتضيه ظروف الأمن والنظام العام في كل أو بعض الجهة التي تجري فيها الأحكام العرفية.

## المادة رقم 4
يكون تنفيذ الأوامر والنواهي الصادرة من السلطة القائمة على إجراء الأحكام العرفية بواسطة رجال الشرطة أو رجال القوات المسلحة. ويجب على كل موظف أو مستخدم عام أن يعاونهم على القيام بذلك في دائرة وظيفته أو عمله.

## المادة رقم 5
يعاقب من يخالف الأوامر والنواهي الصادرة من السلطة القائمة على إجراء الأحكام العرفية بالعقوبات المنصوص عليها فيها ، ولا يجوز أن تزيد هذه العقوبات على الحبس لمدة سنتين، ولا على غرامة مقدارها 500 جنيه . وذلك بغير إخلال بتوقيع عقوبة أشد يقضي بها قانون الجزاء أو أي قانون آخر نافذ المفعول في البلاد. ويجوز إلقاء القبض على المخالفين في الحال ، وللمحكمة التي تنظر المخالفة أن تصدر قرارها بالإفراج المؤقت عنهم ، بشرط تصديق السلطة القائمة على إجراء الأحكام العرفية على هذا الإفراج ، بالنسبة إلى الجرائم المتعلقة بأمن الدولة وسلامتها.

## المادة 6
تصدر الأحكام في المخالفات المنصوص عليها في المادة السابقة من محكمة عرفية واحدة أو أكثر. ولمجلس الوزراء أن يخول السلطة القائمة على إجراء الأحكام العرفية الحق بأن يحيل إلى المحكمة العرفية المذكورة بعض الجرائم التي يعاقب عليها القانون العام ، على أن تبين هذه الجرائم تفصيلاً في قرار المجلس.

## المادة رقم 7
تؤلف المحكمة العرفية المشار إليها من قاض من قضاة المحكمة الكلية رئيساً ومن اثنين من ضباط الجيش برتبة نقيب أو برتبة أعلى منها. وتؤلف المحكمة من ثلاثة قضاة ومن ضابطين من الضباط العظام إذا كانت الجريمة معاقباً عليها بالحبس لمدة أكثر من سنتين. وتعين السلطة القائمة على إجراء الأحكام العرفية الضباط المشار إليهم. كما يعين وزير العدل القضاة ويقوم بمباشرة الدعوى أمام المحكمة العرفية عضو أو أكثر من أعضاء النيابة يعينهم وزير العدل.

## المادة رقم 8
يجري العمل فيما يتعلق بتحقيق القضايا التي ترفع إلى المحكمة العرفية على وفق قانون الإجراءات الجنائية ، ويجوز اختصار هذه الإجراءات بأمر من السلطة القائمة على إجراء الأحكام العرفية . وتحدد المحكمة العرفية إجراءات المحاكمة أمامها مستلهمة في ذلك القواعد الأصولية الواردة في قانون الإجراءات الجنائية.

## المادة رقم 9
الأحكام التي تصدر من المحكمة العرفية لا تقبل الطعن بأي وجه من الوجوه ، على أنها لا تصبح نهائية وواجبة النفاذ إلا بعد اعتمادها من جانب السلطة القائمة على إجراء الأحكام العرفية. وفي المناطق التي يعين فيها مندوب للسلطة القائمة على إجراء الأحكام العرفية، يكون لهذا المندوب اعتماد الأحكام الصادرة فيما يقع من مخالفات للأوامر التي تصدر عنه.

## المادة رقم 10
للسلطة القائمة على إجراء الأحكام العرفية عند إقرار الأحكام الصادرة من المحكمة العرفية ، أو حتى بعد إقرارها ، الحق دائماً في أن تشدد العقوبة أو أن تستبدل بها أقل منها ، كما أن لها سلطة وقف تنفيذ العقوبة.

## المادة رقم 11
تنفيذ الأحكام الصادرة من المحكمة العرفية بنفس الطريقة التي تنفذ بها الأحكام الصادرة من المحاكم الجزائية العديدة ، ما لم ينص على خلاف ذلك من قبل السلطة القائمة على إجراء الأحكام العرفية.

## المادة رقم 12
لا يترتب على أحكام هذا القانون الإخلال بما يكون لقائد الجيش أو للقادة العسكريين في حالة الحرب من حقوق وصلاحيات في مناطق الأعمال العسكرية.